# Mormodes powellii
Mormodes powellii är en orkidéart som beskrevs av Rudolf Schlechter. Mormodes powellii ingår i släktet Mormodes och familjen orkidéer.
Artens utbredningsområde är Panamá. Inga underarter finns listade i Catalogue of Life.